# 唐尕昂乡
唐尕昂乡，是中华人民共和国甘肃省甘南藏族自治州夏河县下辖的一个乡镇级行政单位。

## 行政区划
唐尕昂乡下辖以下地区：
让吾道村、让吾曼村、唐尕昂村、水隆村和麻隆村。